# Clathria novaezealandiae
Clathria novaezealandiae är en svampdjursart som först beskrevs av Brøndsted 1924.  Clathria novaezealandiae ingår i släktet Clathria och familjen Microcionidae. Inga underarter finns listade i Catalogue of Life.